# Odbočková regulace výkonu
Odbočková regulace výkonu, též označovaná jako regulace spínáním odboček na primárním vinutí transformátoru, je typ bezztrátové skokové regulace výkonu používané u kolejových vozidel na střídavých napájecích soustavách v Evropě běžných 15 kV 16,7 Hz a 25 kV 50 Hz. Rozvoj této regulace souvisí s vynálezem výkonových rtuťových (později křemíkových) usměrňovačů, které umožnily zavést střídavé soustavy na železniční síti.

## Historie
Historie tohoto druhu regulace výkonu sahá do začátku 20. století, tedy do doby prvního použití střídavé soustavy na železnicích v Evropě (v té době hlavně v Německu a Švýcarsku), a to u soustavy 15 kV 16,7 Hz. Hlavním problémem v té době byla neexistence křemíkových usměrňovačů. Proto vznikla soustava se sníženou frekvencí 16,7 Hz, kterou stejnosměrné (občas nazývané univerzální) elektromotory dokázaly zpracovat bez zvýšeného jiskření na komutátoru. Tehdy ještě probíhaly pokusy s třífázovými soustavami, na kterých se třeba v Itálii regulace výkonu prováděla změnou zapojení pólů statoru u asynchronních trakčních motorů. Maďarsko jako průkopník využití soustavy 50 Hz používalo těžká motorgenerátorová soustrojí v lokomotivách.

## Princip funkce
Základem je transformátor. Proto se tento typ regulace nedá použít u stejnosměrných soustav. Transformátor má primární vinutí s odbočkami a několik pevných sekundárních vinutí, většinou jich je tolik, kolik je trakčních elektromotorů (neplatí v případě, že motory jsou například v sériovém zapojení v podvozcích lokomotiv). Regulace probíhá spínáním odboček na primárním vinutí. Tím, jak dochází ke změně počtu závitů, se mění magnetický tok v jádru a též poměr závitů cívek na primárním a sekundárním vinutí. Tím dochází i ke změně napětí na sekundárních vinutích. A jelikož stejnosměrné elektromotory mají otáčky závislé na napětí, tak dochází ke změně otáček motorů a tím ke změně rychlosti kolejového vozidla. 

## Zajímavosti
- Nejvýkonnější a nejrychlejší lokomotivou s odbočkovou regulací výkonu vyrobenou na území Československa byla lokomotiva S 699.1, která dosahovala rychlosti 160 km/h a její výkon činil 5100 kW.
- Nejvýkonnější a nejrychlejší lokomotivou s odbočkovou regulací výkonu na světě je DB 103 s výkonem 7440 kW a rychlostním rekordem v podobě 283 km/h.
- Šinkansen série 0 využívá stejný typ regulace výkonu, ale namísto regulace na primárním vinutí používá regulaci na sekundárním vinutí.